# Procuratore sportivo
Il procuratore sportivo, detto anche agente, è la persona che negozia il contratto di un atleta con una determinata squadra, ottenendo una percentuale dello stipendio come premio di valorizzazione.

## Ruolo
Oltre a gestire i contratti degli atleti, curano spesso anche le loro relazioni pubbliche. Alcune grandi agenzie di procuratori, poi, gestiscono tutti i loro aspetti finanziari, come il pagamento delle tasse.
Talvolta, sono i clienti a chiedere agli agenti di orientarli nella vita d'affari, ma anche più in generale. Per esempio, nell'hockey su ghiaccio, i procuratori guidano i ragazzi già dai 15 anni, molto prima del draft della NHL, che avviene di solito ai 18 anni. Molto spesso, queste persone hanno una grande conoscenza della legge, che li aiuta nel negoziare i contratti dei loro atleti.
Nel calcio sudamericano spesso i procuratori hanno holding che gestiscono un elevato numero di calciatori, e quando un giocatore si trasferisce da una società sportiva ad un'altra, essi rimangono proprietari di una percentuale del cartellino.
Buona parte degli agenti, inoltre, fanno parte di alcune compagnie; altri invece lavorano in proprio.

## In Italia
La legge di bilancio del 2018 (L. 205/2017: art. 1, co. 373) ha previsto l'istituzione presso il CONI del Registro nazionale degli agenti sportivi. Il decreto del Ministero dello Sport approvato il 23 marzo 2018 istituisce un esame di abilitazione unico nazionale che si deve svolgere in due parti orali e/o scritte, delle quali la prima è organizzata dal CONI, mentre la seconda è gestita dalla federazione sportiva professionistica di riferimento.
L'iscrizione al registro federale ha validità limitata all'anno solare, ma decade per il venir meno dei requisiti soggettivi, del pieno godimento dei diritti civili e a seguito di condanne per delitti non colposi. L'intervento di soggetti non abilitati nel registro nazionale è causa di nullità dei contratti.